# Comuna Lița, Teleorman
Lița este o comună în județul Teleorman, Muntenia, România, formată numai din satul de reședință cu același nume.

## Așezare
Comuna este așezată în partea de sud a județului, pe valea râului Olt, fiind traversată de șoseaua județeană Turnu-Măgurele - Drăgănești-Olt - Slatina, la o distanță de numai 5 kilometri față de orașul Turnu-Măgurele, comuna fiind amplasată lângă oraș.

## Învățământ

### Istoria școliilor din comună
Comuna Lița are 2 școli. La 1 ianuarie 1935 ia ființă Școala Mixtă nr. 2 (cum se numea pe atunci), într-o clădire a unui boier de lângă Ferma Lița, construită în anul 1888, cu două săli de clasă și cancelarie. În prezent în acest local funcționează Grădinița nr. 2.
Școala a avut atunci două posturi de învățători, Elena și Filimon Petrescu.
În anul 1970 s-a dat în folosință o nouă clădire, în aceeași curte cu cea veche, în care funcționează și în prezent Școala cu clasele I-VIII nr. 2. Acest local cuprinde 4 săli de clasă, un laborator și două cancelarii, la care se adaugă în 1974 încă o sală de clasă, un laborator și o bibliotecă.
De menționat este faptul că acest nou local a fost construit în întregime cu ajutorul sătenilor, care au contribuit nu numai cu forța de muncă, dar și financiar la sălile adăugate în 1974.
Așadar, înainte de 1940 și după, în comună existau două școli: una în Satul Nou, cu clasele I-IV și alta în Satul Vechi cu clasele I-VII. Cei mai mulți elevi de atunci mergeau la școală desculți de primăvara până toamna, cu geacul în care se aflau: cartea de „cetire", tăblița, condeiul și bețișoarele pentru socotit.
Cu toate că învățământul de patru clase, apoi de șapte clase era obligatoriu, cu toate eforturile cadrelor didactice din școală, unii săteni nu și-au trimis copiii la școală. Motivele: ignoranța, nepăsarea, precum și nevoia de ajutor la munca din gospodărie. Mulți au fost aceia care au rămas în afara școlii sau au abandonat-o pe parcurs. În special în privința fetelor se considera că învățătura era inutilă.

### Corpul principal de clădire (clasele I-VIII)
Corpul principal de clădire (unde se desfășoară cursurile claselor I-VIII) cuprinde:
- 4 săli de clasă;
- 2 laboratoare;
- un laborator de fizică și chimie;
- un laborator de biologie;
- o bibliotecă;
- o sală de clasă transformată în sală de sport;
- cancelaria profesorilor;
- cabinetul directorului;
- sală pentru acțiunea „Laptele și cornul";
- două holuri;

### Corpul secundar de clădire (grădinița)
- două săli de clasă;
- o cancelarie;
- un hol;

## Demografie
Componența etnică a comunei Lița
     Români (91,17%)
     Alte etnii (0,72%)
     Necunoscută (8,1%)
Componența confesională a comunei Lița
     Ortodocși (89,82%)
     Alte religii (1,54%)
     Necunoscută (8,63%)
Conform recensământului efectuat în 2021, populația comunei Lița se ridică la 2.073 de locuitori, în scădere față de recensământul anterior din 2011, când fuseseră înregistrați 2.687 de locuitori. Majoritatea locuitorilor sunt români (91,17%), iar pentru 8,1% nu se cunoaște apartenența etnică. Din punct de vedere confesional, majoritatea locuitorilor sunt ortodocși (89,82%), iar pentru 8,63% nu se cunoaște apartenența confesională.

## Istorie
La sfârșitul secolului al XIX-lea, comuna făcea parte din plasa Călmățuiul a județului Teleorman și era alcătuită, ca și acum, decât din satul Lița, cu o populație de 2329 de locuitori. În comună exista o școală mixtă cu 25 de elevi și o biserică.
Anuarul Socec din 1925 consemnează comuna în plasa Turnu Măgurele a aceluiași județ și cu o populație de 3695 de locuitori.
În anul 1950, comuna a trecut în administrația raionului Turnu Măgurele al regiunii Teleorman, raion care, doi ani mai târziu, a fost inclus în regiunea București.
În anul 1968, comuna a fost transferată la județul Teleorman având actuala structură.

## Politică și administrație
Comuna Lița este administrată de un primar și un consiliu local compus din 11 consilieri. Primarul, Marian Nonea[*], de la Partidul Social Democrat, este în funcție din octombrie 2020. Începând cu alegerile locale din 2024, consiliul local are următoarea componență pe partide politice:
|  | Partid                     | Consilieri | Componența Consiliului | Componența Consiliului | Componența Consiliului | Componența Consiliului | Componența Consiliului | Componența Consiliului | Componența Consiliului |
|  | -------------------------- | ---------- | ---------------------- | ---------------------- | ---------------------- | ---------------------- | ---------------------- | ---------------------- | ---------------------- |
|  | Partidul Social Democrat   | 7          |                        |                        |                        |                        |                        |                        |                        |
|  | Partidul Național Liberal  | 3          |                        |                        |                        |                        |                        |                        |                        |
|  | Partidul Mișcarea Populară | 1          |                        |                        |                        |                        |                        |                        |                        |